# Hi in curribus et hi in equis
La locuzione latina Hi in curribus et hi in equis, tradotta letteralmente, significa questi confidano nei carri e gli altri nei loro cavalli. È tratta dal Salmo 19,8 nella versione della Vulgata.
Il salmo 19, attribuito al re Davide, è conosciuto come Preghiera del re prima della battaglia ed inizia con la frase: Exaudiat te Dominus in die tribulationis (il Signore ti esaudisca nel giorno dell'angustia) e continua dicendo che mentre i nemici confidano nei carri e nei cavalli noi nel Signore Dio nostro invochiamo la vittoria. 